# 上滝
上滝（かみだき）は、富山県富山市の町名である。大山町役場(現大山行政サービスセンター)が所在している。

## 概要
古くから立山登山口として栄え、近代には常願寺川の砂防工事の物資集積の町となった。

## 地理
- 河川 常願寺川

## 施設
- 大山行政サービスセンター
- 高木ストアー

## 交通
- 富山地方鉄道上滝線の上滝駅あるいは大川寺駅で下車。

## 参考出典
『富山県の地名』平凡社